# Aarde der mensen (boek)
Aarde der mensen, oorspronkelijke Indonesische titel Bumi manusia, is het eerste deel van Pramoedya Ananta Toers epische tetralogie die de Buru-tetralogie wordt genoemd, en werd als eerste uitgebracht door Hasta Mitra in 1980. Het boek is geschreven terwijl Pramoedya gevangen zat op het gevangeniseiland Buru in het oosten van Indonesië. Het verhaal van het boek werd eerst door Pramoedya aan zijn medegevangenen mondeling verteld in 1973 omdat hij geen toestemming kreeg om te schrijven. Het verhaal verspreidde zich over alle gevangenen totdat hij in 1975 uiteindelijk toestemming kreeg het gedetailleerde verhaal op te schrijven.
Het verhaal speelt in 1898 en 1899, het begin van de laatste episode van Nederlandse koloniale overheersing. Het centrale karakter en de verteller van Aarde der mensen is een Javaanse jongen met de Nederlands aandoende naam Minke, die het geluk heeft de HBS te mogen volgen omdat hij van adellijke afkomst is. Deze figuur is gebaseerd op de journalist Tirto Adhi Surjo, die actief was in de nationalistische beweging. Minke komt in aanraking met een complexe en gevaarlijke wereld als hij Njai Ontosoroh ontmoet, een concubine van een Nederlandse man. Minkes leven wordt nog gevaarlijker als hij verliefd wordt op Annelies, de mooie gemengdbloedige dochter van Njai Ontosoroh. In het boek portretteert Pramoedya het onrechtvaardige leven van de Indonesische mensen in de tijd van de Nederlandse kolonialisering, toen sociale status werd bepaald door hoeveel Europees bloed er door je aderen stroomde. Minke en Njai Ontosoroh worden gekarakteriseerd als uitgesproken figuren, die deze hiërarchische maatschappij verwerpen. Minke doet dat door schrijver te worden in plaats van spreker, wat een weerspiegeling is van het eigen leven van Pramoedya, die twee jaar geïnterneerd is geweest door de Nederlanders vanwege het bij zich hebben van anti-Nederlandse documenten, en daarna schrijver werd.
De Indonesische Procureur Generaal verbood het boek in 1981. Veel boeken uit de eerste drukken overleefden en circuleerden in Indonesië, samen met boeken uitgebracht in Maleisië. In 2005 werd het boek er weer uitgegeven door de uitgeverij Lentera Depantara, nadat het al wereldwijd in 33 talen was verschenen.

## Samenvatting
Aarde der mensen vertelt het verhaal van Minke, zoon van een Javaanse regent, die naar de HBS gaat in een tijd waarin dit onderwijsniveau normaal gezien alleen voorbehouden is aan kinderen van Europese kolonialen. Minke is een getalenteerd jong schrijver wiens artikelen worden gepubliceerd in diverse Nederlandstalige kranten -onder het pseudoniem Max Tollenaar waardoor de schrijver een Nederlander lijkt- en die daardoor breed worden gewaardeerd. Maar als inlander wordt Minke door veel van zijn klasgenoten, allemaal met Europees bloed, met de nek aangekeken. Hij wordt geportretteerd als iemand die de onrechtvaardigheden die de Javanen moeten ondergaan en de uitdagingen van zijn eigen cultuur op moedige wijze aan de kaak stelt.
Minke wordt voorgesteld aan een zeer ongebruikelijke Indonesische vrouw, Njai Ontosoroh, concubine van de Nederlander Herman Mellema. Zij runt op kordate manier het bedrijf van Mellema, die inmiddels vrijwel nooit meer thuis is. Minke wordt verliefd op haar dochter, Annelies Mellema, met wie hij aan het eind van het boek trouwt in een islamitische bruiloft, overeenkomstig de inlandse gebruiken. Dit huwelijk is echter volgens de Nederlandse wet ongeldig. Herman Mellema is inmiddels overleden, verstrikt geraakt in een Chinees bordeel. Njai Ontosoroh mag als inlandse niet de voogdij over haar Indo dochter hebben, waardoor de Nederlandse familie Mellema toestemming had moeten geven voor het huwelijk.
In die tijd was het vrij gebruikelijk dat inlandse vrouwen concubines van Nederlandse mannen in Nederlands-Indië werden. Ze werden hierom als vrouwen met lage morele status beschouwd, ook al hadden ze, zoals Njai Ontosoroh, meestal geen keuze. Hun kinderen hadden een onzekere wettelijke status: als ze niet door de vaders werden erkend, dan waren het "inlanders" met het bijbehorende gebrek aan rechten, werden ze wel door de vader erkend (en dat kon zonder toestemming van de moeder) dan werden ze Indo, en verloor hun moeder alle rechten over hen - een wettelijke regeling uit 1896. Als concubine lijdt Njai Ontosoroh onder haar lage status en gebrek aan rechten, maar zij is zich zeer bewust van de onrechtvaardigheid van haar lijden en gelooft dat opleiding de weg is om haar menswaardigheid erkend te krijgen. Zij gelooft dat leren de sleutel is om op te komen tegen onwaardigheid, domheid en armoede, en Herman Mellema geeft haar ook de gelegenheid zich te ontwikkelen. De beslissing om de kinderen, Annelies en haar broer Robert, te laten erkennen door Herman Mellema heeft catastrofale gevolgen aan het eind van het boek.
Voor Pramoedya is opleiding de sleutel om iemands leven te veranderen. Njai Ontosoroh, die nooit naar school was geweest, en alleen was opgeleid door eigen ervaring, boeken en het dagelijks leven, was een veel inspirerender leraar voor Minke dan de leraren op zijn school. Maar ook worden welwillende Europeanen geportretteerd: de Franse kunstenaar-meubelmaker Jean Marais, lerares Nederlands Magda Peters en de familie de la Croix, waarvan de heer des huizes assistent-resident is. Magda Peters wordt ontslagen, en de familie de la Croix raakt gedesillusioneerd - zij vertrekken weer naar Nederland.

## Uitgave en verbod
In april 1980 besloten Pramoedya, Hasjim Rachman en Joesoef Isak, allen ex-politieke gevangenen, om werken van lotgenoten die niet door andere uitgevers waren geaccepteerd uit te geven. Aarde der mensen was het eerste boek dat werd uitgegeven. Pramoedya begon hard alle papieren die hij had, de meeste waren door de gevangenis-autoriteiten achtergehouden, te sorteren en zijn boek opnieuw in elkaar te zetten. Ondertussen zorgden Hasjim en Joesoef voor een rondgang langs hoge mensen in regeringskringen, inclusief vicepresident Adam Malik, die positief tegenover de onderneming stond.
Uiteindelijk werd het boek op 25 augustus uitgegeven. Het werd goed ontvangen door de kritiek, zelfs de krant van het leger sprak van "een nieuwe bijdrage aan de schat van de Indonesische literatuur". Al snel zouden er vertalingen in Hongkong, Maleisië en Nederland worden gemaakt.
In 1981 werd het boek door de Procureur-generaal van Indonesië verboden op grond van het propageren van Marxistisch-Leninistische doctrines en communisme, ook al is daarvan geen melding of verwijzing te vinden in het boek. De uitgevers mochten het boek niet meer uitgeven, andere media mochten geen positieve of neutrale recensies schrijven van enig werk van Pramoedya. Ook het tweede deel van de Buru-tetralogie, Kind van alle volken, werd in het verbod betrokken. Boeken werden in boekhandels in beslag genomen, uiteindelijk slechts 972 van de ongeveer 20.000 in omloop zijnde exemplaren. Hoewel het verbod nooit officieel is opgeheven, verscheen het boek in 2005 weer in Indonesië.
In Nederland is het boek uitgegeven in 1981 in een vertaling door Ina E. Slamet-Velsink die in 1983 werd herzien door Jos Versteegen.